# Džidu Krišnamurti
Džidu Krišnamurti, indijski filozof, pisatelj, pedagog in duhovni učitelj, * okrog 12. maj 1895, Madanapalle, Madrasova prezidenca, Britanska Indija, † 17. februar 1986, Kalifornija, Združene države Amerike

## Življenje
Džidu Krišnamurti se je rodil v Indiji kot osmi otrok v bramanski družini srednjega razreda. Njegov oče je bil uradnik britanske kolonialne uprave in član Teozofskega društva. Njegovi starši so imeli enajst otrok, od katerih jih je le šest preživelo otroštvo. Bil je šibek, bolan in sanjav otrok, zato so oče in učitelji domnevali, da je umsko zaostal. Džiduja in njegovega brata Nityo je posvojila Annie Besant, takrat predsednica Teozofskega društva, in ju odpeljala v Anglijo, kjer se je šolal. Še kot najstnika so ga teozofi proglasili za pričakovanega »svetovnega« učitelja in okoli njega ustanovili veliko organizacijo. Leta 1922 je v meditaciji doživel razsvetljenje. Pri 34 letih je pridobil slavo in status mesije, ko ga je Teozofsko društvo razglasilo za inkarnacijo Maitreje Bude. Leta 1929  se je uprl tej ideji in razpustil organizacijo ter ji vrnil premoženje. Začel je izdajati knjige, potovati po celem svetu in predavati. S pomočjo učencev je ustanovil več fundacij in šol v Indiji, Veliki Britaniji in ZDA. Njegova učenja so ohranjena v mnogih knjigah, avdio in video kasetah. V slovenščini je izšlo več njegovih knjig, med drugim tudi: Svoboda je onkraj znanega, O pravilni vzgoji in izobraževanju in Meditacije.
Ustanovitelj organizacij: Krishnamurti Foundation, The School KFI, Rishi Valley School, Oak Grove School, Besant Hill School

## Ideje
Džidu Krišnamurti je govoril o duhovnosti, meditaciji, o medčloveških odnosih in o pozitivnih spremembah v globalnem svetu. Posebno pozornost je posvetil pravilni vzgoji in izobraževanju. Poudarjal je omejenost razuma in potrebo po širjenju zavedanja in po neposredni izkušnji, brez vmešavanja misli. Krišnamurti poudarja, da smo ujeti v psihološko matrico, iz katere se ne znamo in ne moremo rešiti ter tako že stoletja ponavljamo iste napake, trpimo, se sovražimo, borimo itd. Krišnamurtijevo učenje s svojo globoko pronicljivostjo razgalja to matrico in nam kaže, kako se je lahko rešimo. A rešili se je ne bomo z uporabo kakšnega sistema, religije, vztrajne vadbe ali sledenjem raznim gurujem, rešijo nas lahko le naša izjemna pozornost, opazovanje brez opredeljevanja in samoopazovanje.

## Najpomembnejša dela
- The First and Last Freedom

- The Only Revolution

- Krishnamurti's Notebook